# アルダカーン (ファールス州)
アルダカーン（ペルシア語: اردكان）とは、イランのファールス州セピーダーン郡中央地区の都市で、地区と郡の中心都市に定められている。2016年当時の人口は14,633人、4,117世帯。